# Елин, Давид
Давид Елин (19 марта 1864, Иерусалим — 12 декабря 1941, там же) — просветитель и общественный деятель еврейского ишува в Палестине. Один из основателей Союза учителей Израиля и Комитета языка иврит (в будущем Академия языка иврит), основатель учительской семинарии с преподаванием на иврите и первого ивритского детского сада в Иерусалиме. Специалист по средневековой литературе на иврите и классической арабской литературе, в последние годы жизни — профессор Еврейского университета в Иерусалиме. Участник создания ряда иерусалимских еврейских районов, член городской управы Иерусалима, председатель Ваад Леуми в 1920—1928 годах, делегат Всемирных сионистских конгрессов.

## Биография
Давид Елин родился в 1864 году в Иерусалиме в семье иммигранта-ашкеназа Иехошуа Елина, землевладельца и в будущем члена городского совета Иерусалима, и Серах (Сары), из рода богатых багдадских евреев Иехуда. Получил традиционное еврейское образование в хедере, талмуд-тора, иешиве «Эц Хаим», и школе Всемирного еврейского союза, а с частными учителями английский, немецкий, французский и арабский языки.
В 14 лет Давид Елин стал издавать рукописный журнал «Хар-Цион» и в том же году его первая статья появилась в издававшемся в Майнце (Германия) журнале Иехиэля Бриля «Ха-Леванон». В начале 1880-х годов родители отправили Давида в Лондон для продолжения обучения, но там он столкнулся с еврейским просветителем Нисимом Бехаром, который возвращался в Палестину с тем, чтобы открыть там школу под эгидой Всемирного еврейского союза. Елин вернулся с Бехаром в Иерусалим и после периода учёбы в его школе сам стал в ней преподавать. В 1885 году он женился на Ите Пинес, по материнской линии происходившей из рода Гилеля Ривлина — одного из первых лидеров ашкеназской общины Иерусалима; в этом браке позже родились семь детей.
Позже Елин преподавал в благотворительной школе Лемелей. В 1899 году вместе с Элиэзером Бен-Йехудой и Иехиэлем Михаэлем Пинесом он основал Комитет языка иврит (впоследствии Академия языка иврит). В 1903 году Елин был одним из основателей Союза учителей Эрец-Исраэль (став его первым президентом) и с этого же года преподавал в учительской семинарии, спонсируемой германским еврейским обществом «Эзра», позже заняв в ней пост заместителя директора. В начале века он также участвовал в создании библиотеки «Мидраш Абарбанель», которая позже легла в основу Национальной библиотеки Израиля. Елин входил в число основателей иерусалимских кварталов Зихрон-Моше и Кирьят-Моше, названных в честь филантропа Мозеса Монтефиоре, а также сельскохозяйственного поселения Моца и еврейского квартала Ахузат-Байт в Яффе, выросшего впоследствии в город Тель-Авив.
Несмотря на высокое положение, занимаемое Елиным в семинарии «Эзра», где преподавание велось на немецком языке, в «войне языков» в Палестине накануне Первой мировой войны он стал одним из лидеров лагеря сторонников развития иврита. Он ушёл со службы в обществе «Эзра» и в 1914 году открыл учительскую семинарию с преподаванием на иврите, позже названную его именем. С 1912 года до самой смерти он также занимал пост президента Комитета языка иврит. Открыто поддержав сионизм, Елин принимал участие в работе Всемирных сионистских конгрессов.
Елин, пользовавшийся значительным авторитетом в еврейском ишуве, в течение нескольких лет перед Первой мировой войной входил в состав городской управы Иерусалима, а также членом Народного меджлиса, в котором отстаивал интересы еврейского населения Палестины. После начала мировой войны он был назначен председателем директората Еврейского комитета помощи ишуву, спонсируемого из США. В 1917 году вместе с многими другими палестинскими евреями был выслан османскими властями вглубь империи — в Дамаск, где умер его сын Шмарьяху. Вернувшись после войны в Иерусалим, Елин был избран председателем еврейской общины города и занимал этот пост более двух лет. В 1920 году он стал заместителем мэра Иерусалима и находился на этой должности до 1925 года. Также в 1920 году Елин возглавил Ваад Леуми — орган исполнительной власти ишува — и сохранял за собой этот пост до 1928 года (в эти же годы он возглавлял и высший орган власти ишува, Собрание депутатов — Асефат ха-Нивхарим).
В 1924—1925 годах Елин провёл год в США, преподавая в Институте иудаики и в Колумбийском университете, где читал лекции по еврейской и арабской литературе. Находясь в Нью-Йорке, он сумел убедить еврейских филантропов, в том числе миллионера Джулиуса Розенвальда из Чикаго, пожертвовать деньги на открытие новой учительской семинарии в пригороде Иерусалима Бейт-ха-Керем. Вернувшись в 1926 году в Палестину, Елин стал преподавателем, а позже и профессором Еврейского университета в Иерусалиме, где читал студентам курс по еврейской поэзии испанского периода. В 1941 году вышла в свет его монография «Теория еврейско-испанской поэзии»; им также были опубликованы исследования по грамматике иврита, переводы с арабского и ряда европейских языков, комментарии к нескольким книгам ТАНАХа и работы по истории еврейского ишува.
Давид Елин умер в декабре 1941 года; из его детей известность получили второй сын Авиэзер — педагог, один из основателей спортивного союза «Маккаби» и скаутского движения в Израиле; и пятый сын Авиноам — также педагог, востоковед, член Комитета языка иврит, убитый в 1937 году в ходе арабских беспорядков.